# Schizolegnia stortii
Schizolegnia stortii là một loài dương xỉ trong họ Lindsaeaceae. Loài này được Alston mô tả khoa học đầu tiên năm 1956.
Danh pháp khoa học của loài này chưa được làm sáng tỏ. 